# Beeld & Geluid in Den Haag
Beeld & Geluid in Den Haag is in 1929 opgericht als Postmuseum. Het was tot 2024 een Nederlands interactief museum over het leven in de media, gevestigd aan de Zeestraat 82 in Den Haag. Tot 2019 was het museum bekend onder de naam COMM en eerder ook als Museum voor Communicatie en als het PTT Museum. 
In 2019 werd het museum overgenomen door het Hilversumse Beeld en Geluid en kreeg de naam Beeld en Geluid Den Haag. In 2022 zijn de Stichting Beeld en Geluid Den Haag en de Stichting Nederlands Instituut voor Beeld & Geluid gefuseerd tot één bedrijf dat verder ging onder de naam 'Beeld & Geluid'. Per 1 juli 2024 is de Haagse vestiging van Beeld & Geluid definitief gesloten. 

## Geschiedenis
Het museum werd geopend in 1929 en veranderde enkele malen van naam en inrichting.

### Postmuseum, 1929-1989
Het museum is 1929 als Stichting 'Het Nederlandsche Postmuseum' opgericht. De omvangrijke postwaardenverzameling van Pieter Waller vormde de basis van de collectie. Anders dan de naam doet vermoeden, was het een museum over de geschiedenis van post, filatelie (het verzamelen en de studie van postzegels en bijbehorende zaken), telegrafie en telefonie.

### PTT Museum, 1989-1998
In 1989 was er een naamswijziging: Postmuseum werd PTT Museum. Tot 1998 werd het museum volledig in stand gehouden door het Staatsbedrijf der PTT en zijn opvolgers. In 1998 werd het museum verzelfstandigd en vanaf 1999 kreeg het een nieuwe identiteit en een nieuwe naam: 'Museum voor Communicatie'.

### Museum voor Communicatie, 1998-2016
Het Museum voor Communicatie was een interactief museum waarin men kon ontdekken hoe mensen met elkaar communiceren. Ook werd het verschil in communicatie tussen vroeger en nu getoond. Het museum had als een van de eerste een multimediale kindertentoonstelling: Het Rijk van Heen en Weer, die tot 2015 te bezoeken was.
Het museum organiseerde regelmatig workshops die aansloten op de tentoonstellingen en de collectie. Het aanbod was zeer gevarieerd: van liefdesbrieven schrijven en postzegels ontwerpen tot een cursus digitale beeldbewerking. Ook werden er museumlessen aangeboden voor groepen uit het basisonderwijs, voortgezet onderwijs, praktijkonderwijs en MBO.
Daarnaast werd er aandacht besteed aan films die met mobiele telefoon zijn gemaakt, zoals de eerste speelfilm ter wereld die werd gedraaid met een mobiel: Waarom heeft niemand mij verteld dat het zo erg zou worden in Afghanistan, van de Nederlandse regisseur Cyrus Frisch, over de verstoorde waarneming van een Afghanistanveteraan.
Het Museum voor Communicatie sloot in 2016 voor verbouwing naar een nieuw concept. Voorheen was het een meer traditioneel museum over de historie van communicatie en de technische werking van communicatiemiddelen. De bezoekersaantallen liepen steeds verder terug, waarop de directie besloot een andere koers te gaan varen.

### COMM, 2017-2019
Na een grondige transformatie en een naamswijziging in 'COMM', werd het museum, dat zich in de nieuwe opzet richtte op de invloed van communicatie, in 2017 heropend. COMM beschikte over conferentiezalen voor meetings en events, er was ruimte voor congressen, cursussen, trainingen, workshops, persconferenties, webinars, (zakelijke) ontmoetingen en flexibele werkplekken.

#### Financiële nood
In 2019 werd bekend dat er financiële malversaties waren gepleegd, de directeur werd dit verweten. De collectie zou worden afgestoten en zalen gesloten. Het museum kon niet meer zelfstandig voortbestaan. In 2019 werd het overgenomen door het Nederlands Instituut voor Beeld en Geluid uit Hilversum.

#### Sluiting voor individuele bezoekers
In juli 2019 sloot het museum de deuren voor individuele bezoekers. Aanleiding was, ondanks de vernieuwing van 2017, het tegenvallende aantal bezoekers. In plaats van de verwachte 40.000 bezoekers in 2018 kwamen er slechts 23.000. Het oude 'Postmuseum' was bij het publiek nog wel bekend, het nieuwe 'COMM' sloeg niet aan.

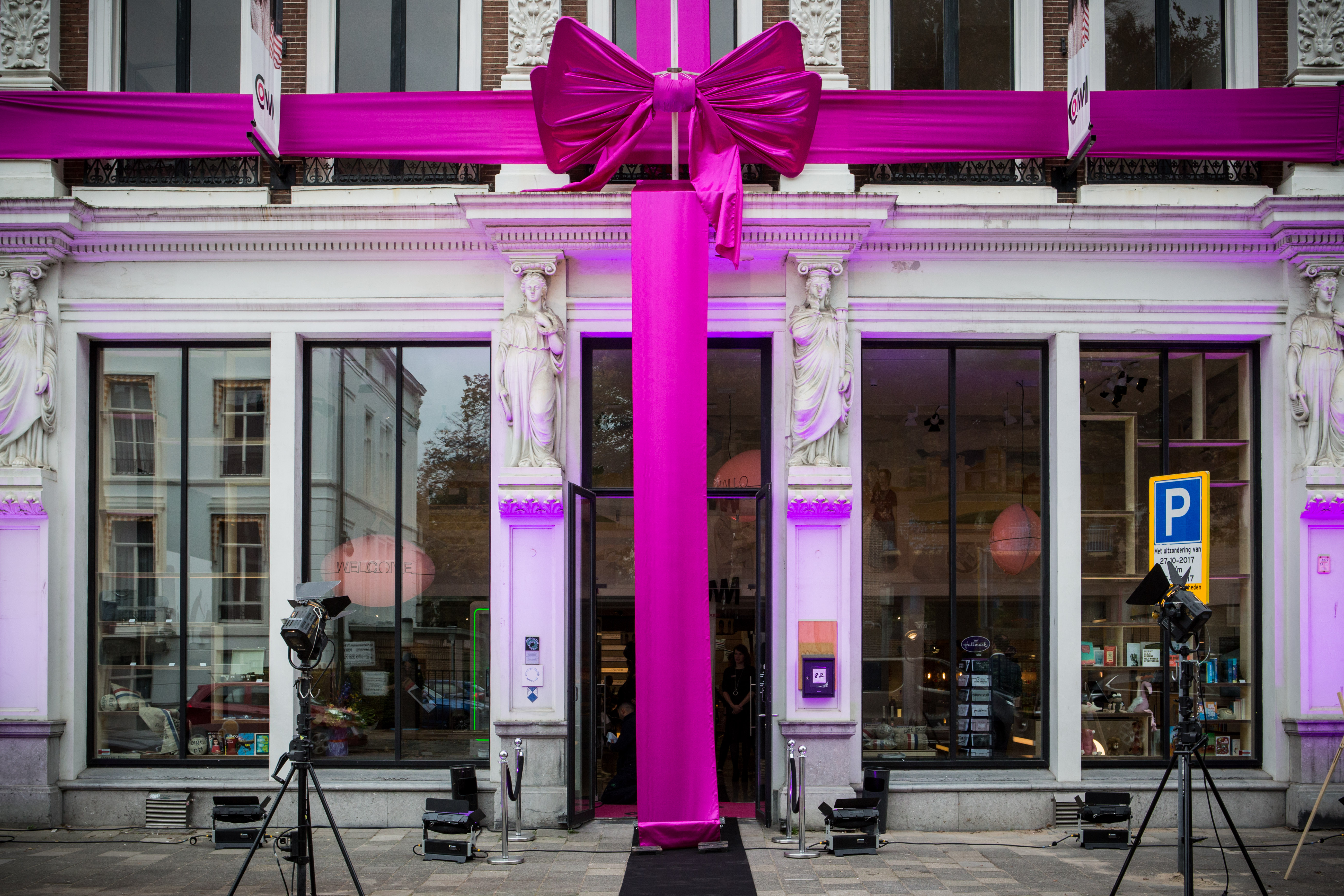
Gevel van COMM; 2017
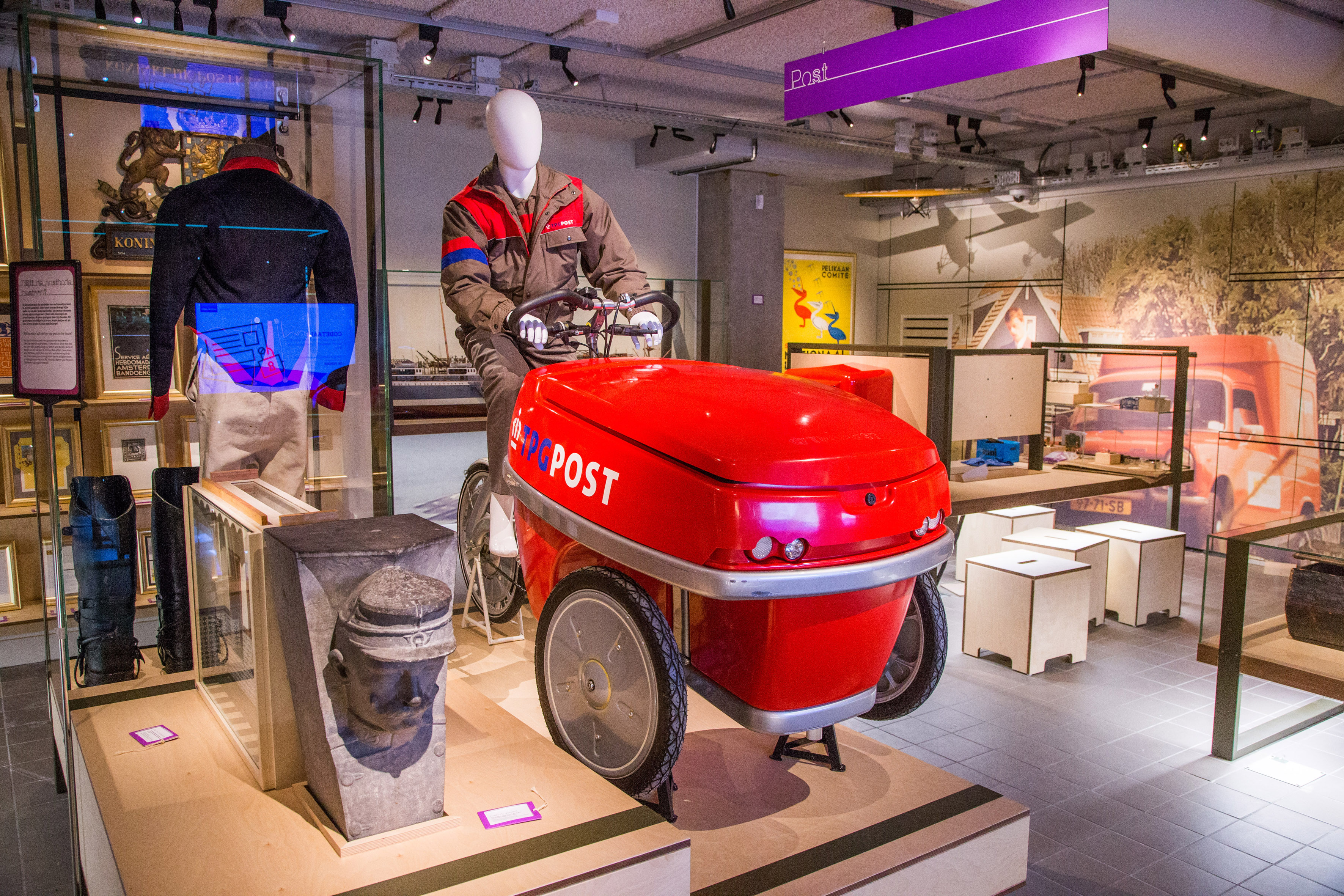
COMM - Museum voor Communicatie
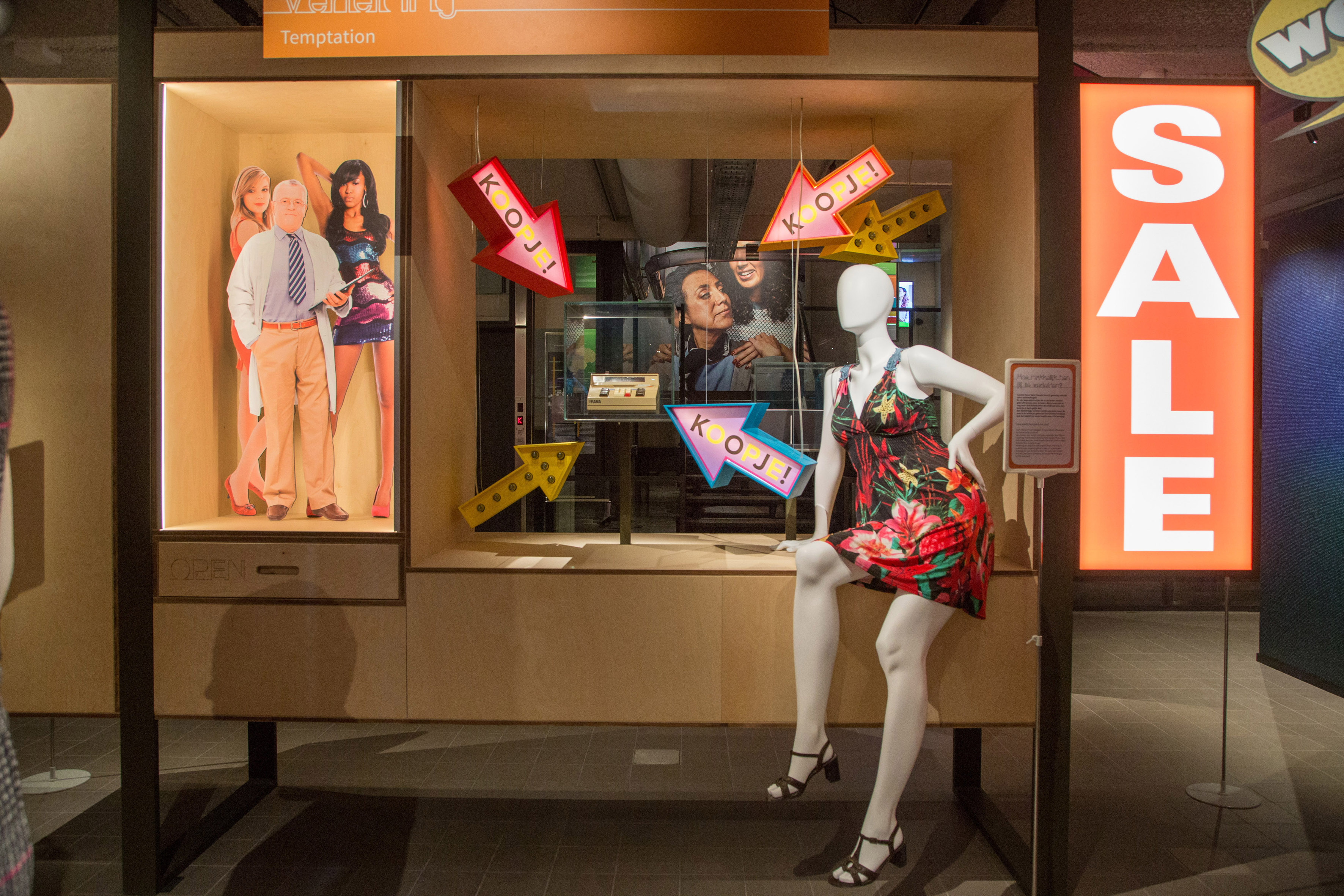
COMM - 1e etage
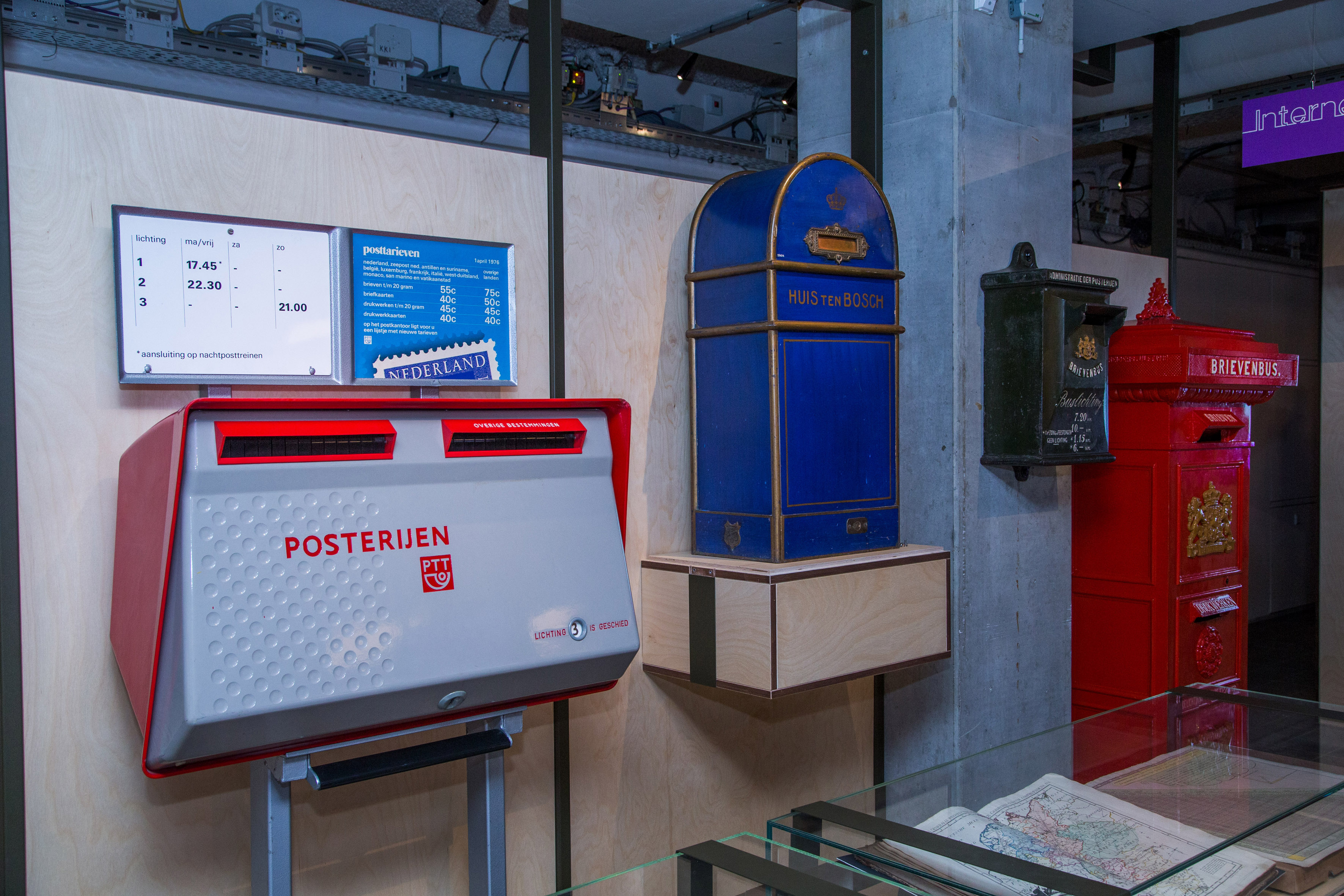
COMM - nieuw concept

### Beeld en Geluid Den Haag, 2019-2022
In 2020 opende wethouder Robert van Asten het nieuwe mediamuseum Beeld en Geluid Den Haag. Bestuurder werd Eppo van Nispen tot Sevenaer, van Beeld en Geluid, algemeen directeur Elke Smelt en zakelijk directeur Sarah-Jane Earl. De focus van het nieuwe museum is het leven met de media. Het museum behandelt thema’s als persvrijheid, demonstraties en nepnieuws. Er worden tijdelijke tentoonstellingen ingericht met soortgelijke thema’s en thema’s die mediawijsheid bevorderen. Ook worden er educatieve workshops aangeboden voor leerlingen van het primair- en het voortgezet onderwijs. Ze kunnen in het museum kennis opdoen over media en de omgang met media. Daarnaast verhuurt het museum zalen waar bedrijven   evenementen zoals webinars kunnen organiseren.

#### Etages
Met de verbouwing van het museum zijn de etages opnieuw ingericht. De focus ligt op het leven in de media en op elk van de vier etage wordt aandacht besteed aan een ander aspect van de media. De inrichting is bedacht door Suzan Nuijen.
Op de eerste etage is aandacht voor de verschillende rollen van burgers, politici en journalisten binnen de media. Bezoekers kunnen in de schoenen van politici stappen en de druk ervaren van het houden van een persconferentie. Daarnaast wordt het onderwerp van persvrijheid binnen de journalistiek behandeld doormiddel van een aanpasbare krantenpagina, verschillende voorbeelden van censuur en komen social media, waar iedereen mediamaker kan zijn en nepnieuws ter sprake. Ten slotte is er een test om de BMI (Bewust met Media Index) te berekenen, waarmee ontdekt kan worden hoe mediawijs de geteste persoon is.
De tweede etage staat in het teken van demonstraties en de grenzen van grappen. Hoe kan aandacht voor belangrijke onderwerpen verkregen worden op social media? Op deze etage kan men ontdekken wat voor verschillende manieren van demonstreren er bestaan en wordt er aandacht besteed aan zowel online en offline demonstraties die in het verleden aandacht in de media hebben gekregen. Daarnaast kan men testen waar de persoonlijke grenzen liggen wanneer het draait om grappen en meningsuitingen en zijn er spotprenten van cartoonisten te vinden.
Op de derde etage ligt de focus op Den Haag en hoe die stad in de media verschijnt. Er is ook aandacht voor Haagse humor, symbolen, het accent en inwoners die mediamissies toegewezen kregen. De uitkomsten van de mediamissies zijn te bekijken op de museumvloeren. Als extra is er een karaokeplek waar bezoekers mee kunnen zingen met een Haags liedje.
De vierde etage wordt gebruikt voor tijdelijke tentoonstellingen. Zo was er in 2020 een cartoontentoonstelling van Tom Janssen en daarna de tentoonstelling 'Cartooning for #PressFreedom' te zien. De World Press Photo exposities 2020 en 2021 werden tentoongesteld in de Eventzaal op de begane grond.

### Beeld & Geluid, 2022-2024
In 2022 zijn de 'Stichting Beeld en Geluid Den Haag' en de 'Stichting Nederlands Instituut voor Beeld & Geluid' gefuseerd tot 'Nederlands Instituut voor Beeld & Geluid (afgekort Beeld & Geluid). 
Per 1 juli 2024 werd het museum aan de Zeestraat gesloten. Door de coronacrisis vielen bezoekersaantallen tegen. Daarnaast zorgde het complexe vergunningenstelsel en de gestegen kosten zoals huur en energie dat een verantwoorde exploitatie op de Zeestraat niet mogelijk was. Educatieve workshops rond thema’s als mediawijsheid en journalistiek worden in de stad voortgezet.

## Collectie
Bekende stukken uit de collectie zijn de kist van Brienne, en de Enigma codeermachine. Ook de Blauwe Mauritius-postzegel behoorde tot in 2018 tot de collectie, maar is in dat jaar overgedragen aan het Nationaal Archief.
Het museum heeft sinds 1929 een grote collectie opgebouwd. Deze is sinds 2019 eigendom van Beeld & Geluid en dit instituut is, dankzij de fusie, voor onbeperkte duur verantwoordelijk voor het bewaren van deze historische stukken. Na het sluiten van de locatie aan de Zeestraat in Den Haag verhuisde de gehele collectie naar Hilversum.

### Depot
In de depots worden de meeste stukken van het museum bewaard. Er zijn circa 60.000 objecten op het gebied van post en telecomhistorie opgeslagen, evenals de uitgebreide collectie affiches.
Het museum verwierf objecten door schenkingen van bedrijven of particulieren, aankoop en legaten. Dit waren bijvoorbeeld brievenbussen, stempelmachines, emaillen loketborden, telefoon- en telegraaftoestellen en telefooncentrales. Ook staan in het algemene depot objecten opgeslagen als postkoets-, vliegtuig- en scheepsmodellen en kleding van PTT-personeel. De samenstelling van de collectie vloeit voor een groot deel voort uit het verleden als Nederlands PTT Museum.

## Gebouw
In 1842 werd in opdracht van Koning Willem II aan de Zeestraat de Thermische Badinrichting gebouwd, waar zwaveldampbaden, aromatische Russische dampbaden, minerale baden met zwavel, staal, jodium etc. kwamen. Het werd groots opgezet, het terrein was omringd door een muur met kantelen. Na het overlijden van Willem II moest Koning Willem III veel verkopen om de schulden van zijn vader af te lossen. Zo verkocht hij in 1852 de badinrichting aan Krulder & Delia. Na de sloop werden er enkele huizen naast de bazar gebouwd.
De architect die het pand Zeestraat 80-82 oorspronkelijk heeft gebouwd is onbekend. Van oorsprong was hier de Groote Koninklijke Bazar (1843-1927) gevestigd, waarnaar de Bazarstraat vernoemd is. De Bazar werd gebouwd op initiatief van Koning Willem II, die zo de stadsuitbreiding wilde stimuleren. Een winkelier, D. Boer, die een veel kleinere bazar aan het Plein had, kreeg hier een grotere ruimte aangeboden. In zijn tuin waren kassen. De Bazar van Boer was een groot succes en was ver over de landsgrenzen bekend. Hij verkocht onder meer het bijzondere Arita-porselein.
Tussen 1843 en 1923 werden verschillende wijzigingen aan de gevel aangebracht. In 1879 bracht Maurits Lodewijk Schroot (1836-1894) een nieuwe gevel aan, zowel bij de Bazar als bij het woonhuis ernaast. Het museum is vanaf zijn oprichting onder meer in lokalen van de PTT aan de Haagse Kortenaerkade gevestigd. Na de Tweede Wereldoorlog werd de huidige locatie aan de Zeestraat betrokken. Het grote warenhuis van Dirk Boer werd gesloopt, de Rotterdamse architect Johannes Berghoef plaatste een gloednieuw gebouw achter de statige 19de-eeuwse gevel. Dit museumgebouw had geen depot en werd in 1980 grotendeels gesloopt. De voorgevel uit 1879 is het enige deel van het gebouw dat behouden bleef. Architektenbureau Van Mourik en Vermeulen ontwierp een nieuw gebouw, dat in 1985 betrokken werd. Op 2 oktober 1985 heropende prins Bernhard der Nederlanden het vernieuwde museumgebouw.
In 1994 werd het museum vergroot door de aankoop van een aanpalend, uit 1916 stammend gebouw, door architect Karel de Bazel ontworpen. Deze Theosofentempel is een bijzonder monument, waar ook vrijmetselaren destijds een loge gevestigd hadden. Het heeft een betonnen tongewelf en wordt soms tijdens de Monumentendagen opengesteld.
In 2016/2017 vond een ingrijpende verbouwing van het museum plaats.